# Кастро, Домитила де

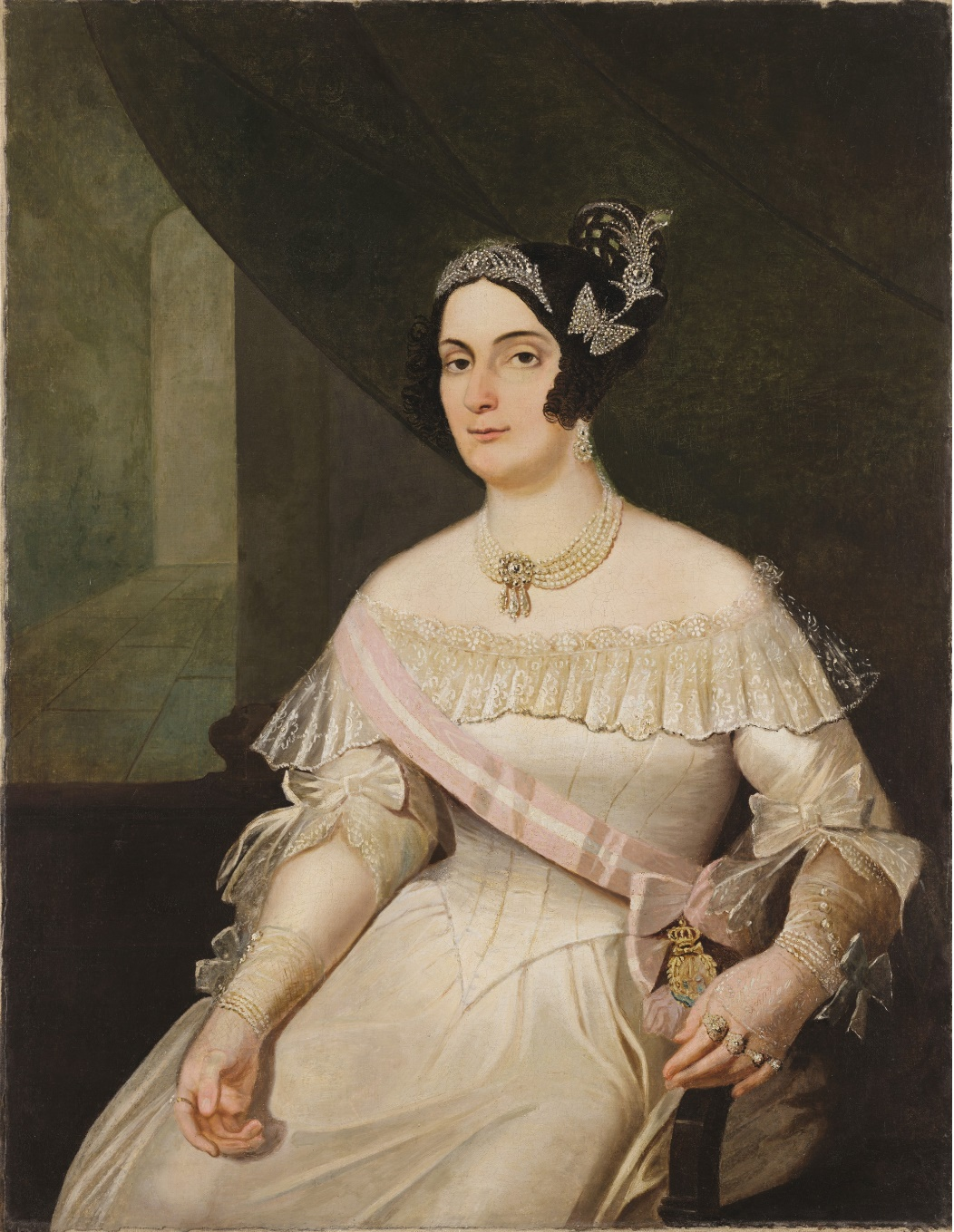
Портрет работы Ф. П. ду Амарала

Домитила де Кастро (порт. Domitila de Castro Canto e Melo; 27 декабря 1797, Сан-Паулу — 3 ноября 1867, там же) — фаворитка бразильского императора Педру I, который даровал ей титул виконтессы, а затем и маркизы Сантуш (marquesa de Santos).

## Биография
Педру I впервые встретил Домитилу (родившуюся в Сан-Паулу) в 1822 году, незадолго до провозглашения независимости Бразилии. Она была замужем за Фелисиу Мунисом, армейским офицером низкого ранга. Став императором, Педру пригласил её переехать в Рио-де-Жанейро и предложил должность при дворе, разместив её в свите императрицы в качестве фрейлины. Так ей удалось сделать свой первый брак недействительным.
При дворе Домитила пользовалась множеством милостей, родила от императора трёх дочерей, которые по его настоянию получили воспитание как принцессы, и была удостоена титула маркизы Сантос (Сантуш). Её сестра, получившая титул баронессы Сарокабы, также стала любовницей императора и родила от него дочь.
Мария Леопольдина, императрица, умерла в 1826 году из-за осложнений, вызванных выкидышем. Похоронена на кладбище Консоласан в г. Сан-Паулу. Общественность винила маркизу в обидах и унижениях, которые выпали на долю покойной.
Поскольку жениться на Домитиле из-за разницы в статусе он не мог, Педру выбрал для своего второго брака молодую баварку Амелию, внучку императрицы Жозефины. После брака он отстранил Домитилу от двора, после чего она вернулась в Сан-Паулу, где снова вышла замуж — за бригадира Рафаэля Тобиаша де Агиара.